# Alucita illuminatrix
Alucita illuminatrix är en fjärilsart som beskrevs av Edward Meyrick 1929. Alucita illuminatrix ingår i släktet Alucita och familjen mångfliksmott, (Alucitidae). Inga underarter finns listade i Catalogue of Life.